# Rock and Roll Over
《Rock and Roll Over》는 1976년 11월 11일에 발매된 미국의 하드 록 밴드 키스의 다섯 번째 스튜디오 음반이다. 이 음반은 뉴욕주 나누엣에 있는 스타 극장에서 녹음되었다.

## 배경
적절한 드럼 사운드를 얻기 위해 피터 크리스는 욕실에서 자신의 트랙을 녹음했고, 나머지 밴드들과 비디오 링크를 통해 소통했다.
크리스는 크리스의 전 키스 밴드 립스의 크리스와 펜리지 데모곡인 〈Baby Driver〉와 폴 스탠리가 원래 로드 스튜어트에게 던질 계획이었던 〈Hard Luck Woman〉을 노래하지만 진 시몬스는 크리스가 이 노래를 부르라고 주장했다.
〈Hard Luck Woman〉은 〈Beth〉의 성공과는 비교가 되지 않았지만, 또 다른 톱 20 싱글이 되었다. 〈Calling Dr. Love〉는 콘서트의 주식이 되었다.
진 시몬스의 노래 중 세 곡은 1975년 마그나 그래픽스 스튜디오 데모에서 나온 데모곡이다. 〈Ladies Room〉은 〈Don't Want Your Romance〉를 기반으로 하고, 〈Love'Em and Leave'Em〉은 〈Rock and Rolls-Royce〉를 기반으로 하고, 〈Calling Dr. Love〉는 〈Bad, Bad Lovin'〉을 리메이크한 곡이다.
이 커버 아트는 2009년 《Sonic Boom》에서 키스와 다시 작업한 예술가 마이클 도렛에 의한 것이다. 앤스랙스의 라이브 음반인 《Kings Among Scotland》는 이 삽화에 경의를 표한다.
이것은 에이스 프레일리의 작사, 작곡 크레딧을 포함하지 않은 첫 키스 음반이다.

## 발매
《Rock and Roll Over》는 1976년 11월 11일, 카사블랑카 레코드에 의해 발매되었다. 소매 안에는 커버 아트의 스티커와 광택이 나는 보도 자료 팜플렛이 들어 있었다.
《Rock and Roll Over》는 빌보드 200에서 11위로 정점을 찍었다.

## 평가
| 전문가 평가              | 전문가 평가 |
| 평가 점수                | 평가 점수   |
| 출처                     | 점수        |
| ------------------------ | ----------- |
| AllMusic                 | [ 8 ]       |
| Blender                  | [ 9 ]       |
| Christgau's Record Guide | B–          |
| Pitchfork                | (7.5/10)    |
| Rolling Stone            | [ 12 ]      |

올뮤직의 그레그 프라토는 "키스의 가장 일관된 음반 중 하나"라고 말하며 《Rock and Roll Over》를 크게 칭찬했다.

## 곡 목록
| #  | 제목                 | 작사·작곡                | 리드 보컬 | 재생 시간 |
| -- | -------------------- | ------------------------ | --------- | --------- |
| 1. | 〈I Want You〉       | 폴 스탠리                | 스탠리    | 3:04      |
| 2. | 〈Take Me〉          | 스탠리, 숀 딜레이니      | 스탠리    | 2:56      |
| 3. | 〈Calling Dr. Love〉 | 진 시몬스                | 시몬스    | 3:44      |
| 4. | 〈Ladies Room〉      | 시몬스                   | 시몬스    | 3:27      |
| 5. | 〈Baby Driver〉      | 피터 크리스, 스탠 펜리지 | 크리스    | 3:40      |

| #   | 제목                       | 작사·작곡        | 리드 보컬 | 재생 시간 |
| --- | -------------------------- | ---------------- | --------- | --------- |
| 6.  | 〈Love 'Em and Leave 'Em〉 | 시몬스           | 시몬스    | 3:47      |
| 7.  | 〈Mr. Speed〉              | 스탠리, 딜레이니 | 스탠리    | 3:18      |
| 8.  | 〈See You in Your Dreams〉 | 시몬스           | 시몬스    | 2:34      |
| 9.  | 〈Hard Luck Woman〉        | 스탠리           | 크리스    | 3:35      |
| 10. | 〈Makin' Love〉            | 스탠리, 딜레이니 | 스탠리    | 3:14      |

## 인증
| 국가                       | 인증     | 판매량/출하량 |
| -------------------------- | -------- | ------------- |
| 미국 (RIAA)                | 플래티넘 | 1,000,000^    |
| ^출하량을 기반으로 한 인증 |          |               |